# روبرت كارزويل
روبرت كارزويل (بالإنجليزية: Robert Carswell)‏ هو لاعب كرة قدم أمريكية أمريكي، ولد في 26 أكتوبر 1978 في غاري في الولايات المتحدة.

## وصلات خارجية
- روبرت كارزويل على موقع مرجع كرة القدم المحترفة.كوم (الإنجليزية)